# Myxine knappi
Myxine knappi — вид круглоротих риб родини Міксинові (Myxinidae).

## Поширення
Відомий тільки по типовому матеріалу, зібраному у Південно-Західній Атлантиці біля берегів Аргентини і Фолклендських островів на глибині понад 600 м.

## Опис
Довжина тіла голотипа сягає 56,5 см.